# Bodrean
Bodrean – wieś w Anglii, w Kornwalii. Leży 42 km na północny wschód od miasta Penzance i 370 km na zachód od Londynu.